# Juri Nikolajewitsch Roerich

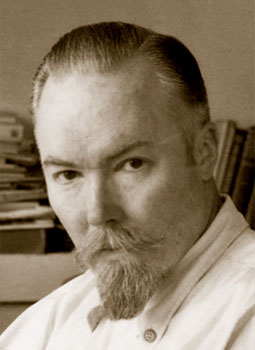
Juri Nikolajewitsch Roerich

Juri Nikolajewitsch Roerich (auch George Nicholas Roerich, Georges de Roerich; russisch Юрий Николаевич Рёрих [ˈjurʲɪj nʲɪkəˈɫajɪvʲɪʧʲ ˈrʲɔrʲɪx]; *  3. Augustjul. / 16. August 1902greg. in Okulowka; † 21. Mai 1960 in Moskau) war ein russischer Orientalist und Tibetologe.

## Biografie
Juri Nikolajewitsch Roerich war der älteste Sohn von Nikolai Konstantinowitsch Roerich (Nicholas Roerich) und Jelena Iwanowna Roerich (Helena Roerich, geborene Schaposchnikowa, 1879–1955). Von 1912 bis 1916 besuchte er in Sankt Petersburg das K.-I.-Mai-Gymnasium. 1917 bis 1918 verbrachte er in Finnland. 1919 bis 1920 studierte er in London Indoiranistik, 1922 studierte er in Harvard Indologie, 1923 Asienkunde an der Sorbonne in Paris. Er arbeitete mit Paul Pelliot, Jacques Bacot und Sylvain Lévi zusammen und forschte über Zentralasien, Tibet und die Mongolei und lernte Chinesisch und Persisch (bei I. F. Minorski). 1924 bis 1925 forschte er über Sikkim, Kaschmir und andere Regionen Südasiens, gleichzeitig lernte er Sanskrit und Tibetisch.
Von 1925 bis 1928 nahm Juri Nikolajewitsch Roerich an den Expeditionen seines Vaters nach Zentralasien – Ladakh, Mongolei, Tibet und Xinjiang (Republik China) – teil, dann gründete er das Institut für Himalaya-Studien „Urusvati“ in Darjeeling, das ein Zweig des New York Roerich Museums ist und an dessen Arbeit sich sein jüngerer Bruder Svetoslav Roerich beteiligte. 1931 bis 1932 arbeitete er in Westtibet, 1934 bis 1935 in der Mongolei, in der Mandschurei und anderen Teilen Chinas. 1935 ging er nach Indien. Von 1949 bis 1957 arbeitete Juri Nikolajewitsch Roerich an der Universität von Kalimpong in Westbengalen, wo er u. a. Chinesisch und Tibetisch unterrichtete.
Im August 1957 kehrte Juri Nikolajewitsch Roerich in die Sowjetunion zurück und wurde Leiter der Abteilung für Philosophie- und Religionsgeschichte Indiens am Institut für Asienwissenschaften der Akademie der Wissenschaften der UdSSR in Moskau, wo er bis zu seinem Tod zweieinhalb Jahre später arbeitete.

## Werke
- Tibetan Paintings (Paris, P. Geuthner 1925; Neuauflage: Delhi, Gian 1985); Тибетская живопись (1925; aus dem Englischen von A. L. Barkowaja); Neuauflage 2001, ISBN 5-86988-026-2.
- Владения архатов (1929).
- Современная тибетская фонетика (1928).
- Звѣриный стиль у кочевников Сѣверного Тибета / The animal style among the Nomad tribes of Northern Tibet (Prag, Seminarium Kondakovianum 1930)
- Каталог тибетской коллекции (1930).
- Путешествие в сокровенную Азию (1931); Trails to Inmost Asia. Five Years of Exploration with the Roerichs’ Central Asian Expedition (New Haven / London 1931); Ajia no wokuchi e アジアの奥地へ (aus dem Englischen von Fujitsuka Masamichi 藤塚 正道 und Suzuki Mihoku 鈴木 美保子; Tokyo, Renhō Shuppan 連合出版 1985), ISBN 4-89772-041-9.
- Sur les pistes de l’Asie centrale (Paris, P. Geuthner 1933); По тропам Срединной Азии (1933)
- Dialects of Tibet. The Tibetan dialect of Lahul (New York, Urusvati Himalayan Research Institute of Roerich Museum, 1933).
- Аланские дружины в эпоху монголов. In: Осетия (Paris 1933).
- (Hg. und Übers.); The Blue Annals (Calcutta, Royal Asiatic Society of Bengal 1949–1953); siehe auch: Blaue Annalen.
- Le parler de l’Amdo. Étude d’un dialecte archaïque du Tibet (Rom, Istituto Italiano per il Medio ed Estremo Oriente 1958)
- (Hg. und Übers.): Chag Lo-tsā-ba. Biography of Dharmasvamin (Chang lo tsa-ba Chos-rje-dpal), a Tibetan monk pilgrim (Patna, K. P. Jayaswal Research Institute 1959); Удивительное жизнеописание Чаг лоцзавы, составленное Джуба Чойдаром.
- Тибетский язык (Moskau, 1961).
- Е. Семека etc. (Hg.): Избранные труды (Moskau, Nauka 1967).
- (mit Lobsang Phuntshok Lhalungpa): Textbook of colloquial Tibetan. Dialect of Central Tibet (New Delhi, Manjuśrī ²1972).
- Тибетско-русско-английский словарь с санскритскими параллелями (Moskau, Наука 1983–1987), ISBN 5-02-017585-4.
- Тибет и центральная Азия. Статьи, лекции, переводы (Samara, Agni 1999), ISBN 5-89850-012-X.
- Письма (Moskau 2002); Bd. 1: ISBN 5-86988-104-8; Bd. 2: ISBN 5-86988-123-4.
- Буддизм и культурное единство Азии (Moskau 2002).
- История Средней Азии (Moskau 2004), Bd. 1.